# Clostridium gasigenes
Clostridium gasigenes è una specie di batterio appartenente alla famiglia delle Clostridiaceae.